# Liversing
A Liversing egy magyar beatzenekar.

## Története
Az együttes a Shouters és a Cocktail zenekarok tagjaiból állt össze. Eleinte Beatles, majd Them, Yardbirds, Pretty Things és Rolling Stones számokat játszottak; rendszeresen léptek fel az óbudai Lajos utcai klubjukban, telt házas koncerteket adva. Egy évvel később a zuglói Danuvia klubban halmoztak sikert sikerre. 1967 végén Varga László kilépett az együttesből, helyére a Demjén-fivérek kerültek, Ferenc és István. 1968 nyarának végén már Merczel András dobos és Szendrődi Zsolt szológitáros vitték tovább a nevet, majd 1968 őszén megszűnt a zenekar. 41 évnyi szünet után 2009. június 12-én adtak újra koncertet a XII. kerületi MOM Kultúrház színháztermében Beat Randevú címmel. Az eseményen fellépett még az Echo együttes, az Anonymus és a Nevada zenekar is.
A Liversing történetéről Zoltán János könyvet írt a Nagy (De)Generáció címmel.

## Tagok
- Homonnay Zsombor – dob
- Merczel András (1943–2008) – dob[1]
- Szabó Lajos – ritmusgitár
- Szendrődi Zsolt – gitár
- Tar György – technikus
- Tury Árpád – ének
- Varga László – basszus
- Demjén Ferenc – ének
- Demjén István – ének

## Lemezek

### Nagylemezek
- 1965 – Rhythm and Blues Madhaus in Hungary (LP, Moiras Records, 2006, 330 példány)
- 1967 - Magnetic Depths And Electric Heights (LP, Moiras Records, 2006, 330 példány)

### Kislemezek (kísérőzenekarként)
- Jaj, mi lesz velem ezután (Koncz Zsuzsa – Liversing, SP 427)
- Nem kell (Máté Péter – Liversing)
- Könyörögni nem fogok (Mátray Zsuzsa – Liversing, SP 509)
- Ez az utolsó randevúnk (Nagy Éva – Liversing, SP 530)

### CD-k
- Liversing 1965–1966 (2005 ősz)

## Könyv
- Zoltán János: A nagy (de)generáció. A Liversing sztori; Zoltán Bt., Bp., 2005